# Сянь-цзун (династія Тан)
Сянь-цзун (кит.: 憲宗; піньїнь: Xiànzōng), особисте ім'я Лі Чунь (кит.: 李淳; піньїнь: Lǐ Chún; 778 —14 лютого 820) — чотирнадцятий імператор династії Тан у 805–820 роках. Девіз правління Юаньхе («Початкова гармонія»).

## Життєпис
Народився у 778 році у родині князя Лі Суна та панні Ван. Отримав ім'я Чунь. Отримав гарну освіту. З часом допомагав хворому батьку, коли той став спадкоємцем трону, а згодом й імператором Шунь-цзуном. Проте хвороба останнього посилювалася й він у 805 році зрікся трону на користь Лі Чуня, який отримав ім'я Сянь-цзуна.
В першу чергу новий імператор позбавився корумпованих чиновників, які взяли владу за його батька. У 806 році видав наказ про амністію. При цьому суттєво обмежив вплив євнухів. Було переглянуто урядову структуру, вона стала більш ефективною, скорочено чиновників, які не здійснювали будь-яких важливих завдань, переглянуто шкали заробітної плати чиновників. Усе це збіглося з поліпшенням фінансового стану — система двох податків, запроваджена дідом Де-цзуном почала діяти.
Проте основним завданням вбачав приборкати військових губернаторів (цзєдуши). У 805—806 році він розбив Лю Пі, який мав військові повноваження на території теперішньої провінції Сичуань. У 806 році приборкав цзєдуши на території сучасних Шеньсі та Цзянсу. У 808 та 818 роках те саме зробив на землях сьогоднішньої провінції Хебей. У 809 — Шаньсі, 812 — Ганьсу. У 812 році було знищено впливовий клан військовиків Тянь. Водночас Сянь-цзун намагався відновити владу імперії на землях сучасної Кашгарії. Тут він боровся з тибетською армією Тідесронцана. Водночас на бік Китаю перейшло плем'я шато.
Помер Сянь-цзун 14 лютого 820 року, отруївшись еліксиром безсмертя, який постійно вживав.